# 포트 트라이언 공원

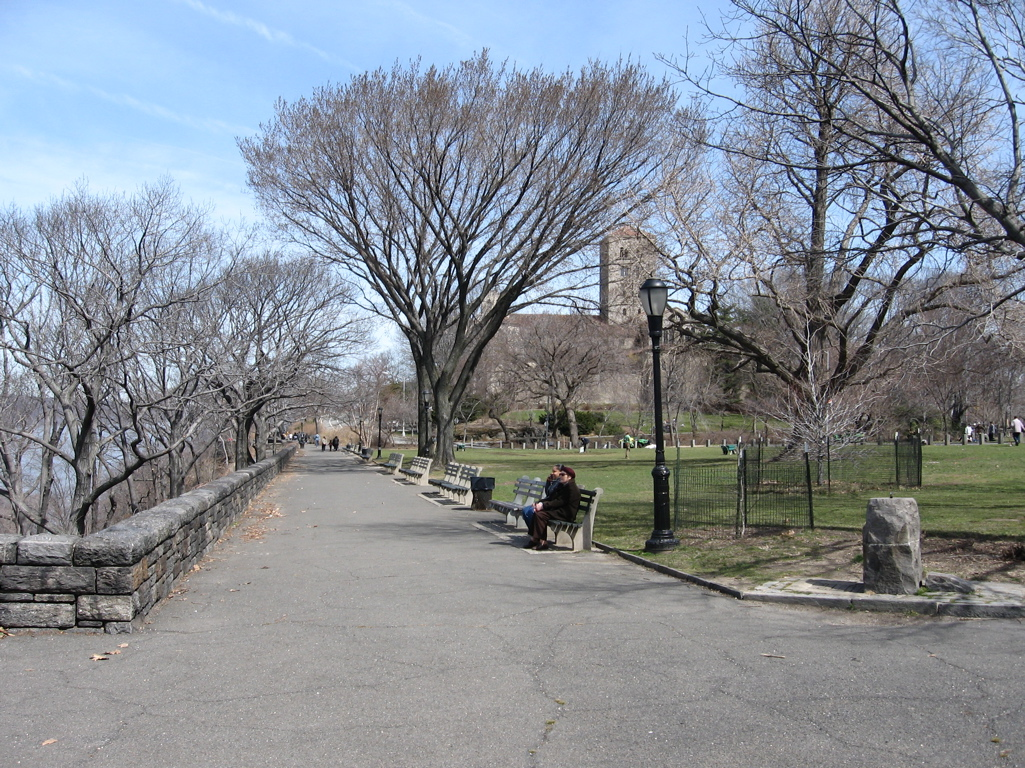
포트 트라이언 공원

포트 트라이언 공원(Fort Tryon Park)은 뉴욕 맨해튼에 위치한 공원이다. 공원 내에 있는 트라이언 요새는 전망대가 있어, 경치를 즐길 수 있다. 공원 내에는 클로이스터스도 위치하고 있다.